# MPD Psycho
MPD Psycho é um mangá Seinen publicado desde 1997, inicialmente na revista Shonen Shounen Ace e depois em Comic Charge. Com o encerramento da publicação de Comic Charge no início de 2009, foi anunciada a transferência da série para o novo título Young Ace, da Kadokawa Shoten. O título original em Kanji é 多重人格探偵サイコ, transliterado em rōmaji como Tajū-Jinkaku Tantei Saiko.
A versão norte-americana é publicada sob licença pela Dark Horse Comics, e a versão brasileira, pela Panini Comics, com publicação mensal desde janeiro de 2009; até o volume 11, a publicação foi mensal (o volume 11 foi publicado no início de novembro de 2009).  O volume 12 começou a chegar nas bancas em fevereiro de 2010, e o volume 13, no início de maio.
O roteiro de Eiji Otsuka (大塚 英志), com ilustrações de Shou Tajima (田島 昭宇). A história foi também adaptada em 2002 para uma série de televisão por Takashi Miike. Visualmente, a série apresenta muitas cenas chocantes que tornaram problemática a publicação inicial em uma revista de Shonen.

## História
A história começa com foco em Yosuke Kobayashi, detetive criminalista que descobre ter outras personalidades alternativas. No primeiro volume, uma dessas personalidades assume o controle praticamente completo de Yosuke e eventualmente se torna "profiler", prestando serviços para a Polícia de Tóquio.
Seguem-se vários mistérios, revelações e reviravoltas que retiram alguns dos protagonistas de cena ao mesmo tempo que novos personagens ganham destaque.  O décimo volume termina em uma revelação particularmente surpreendente, e é seguido pelo décimo-primeiro volume, que conta eventos anteriores ao início da história.  No décimo-segundo volume retoma-se a narrativa do momento presente.